# Павловский, Игнатий Людовик
Его Высокопреосвященство архиепископ Игна́тий Людо́вик Ло́нгин Павло́вский (пол. Ignacy Ludwik Longin Pawłowski; 4 февраля 1776 года — 20 июня 1842 года, Российская империя) — российский католический епископ, третий архиепископ Могилёвский.

## Биография
Проходил обучение в Баре, Полоцке и Каменец-Подольске.
В 1800 году рукоположён во священника. С 1803 года — капеллан епископа Каменецкого Иоанна Дембовского, настоятель прихода в Дунаёвицах, каноник Каменецкого капитула. С 1817 года — заседатель суда и канцлер епархиальной консистории, генеральным викарием Каменецкой епархии и член Римско-католической духовной коллегии в Санкт-Петербурге.
С 16 августа 1825 года — коадъютор Каменецкий. С 23 июня 1828 года — суффраган Каменецкий и титулярный епископ Мегаренский (Megarensis). Епископская ординация состоялась 15 февраля 1829 года.
В 1832—1842 годах — председатель Римско-католической духовной коллегии. В 1839 году, по решению Императора, стал архиепископом и митрополитом Могилёвским. 1 марта 1841 года был утверждён Святым Престолом в этом сане.
Умер 2 июля 1842 года.